# Remi (film 2018)
Remi (Rémi sans famille) è un film del 2018 diretto da Antoine Blossier, adattamento cinematografico del romanzo Senza famiglia di Hector Malot.

## Trama
Rémi è un orfano di dieci anni che, dopo aver vissuto insieme alla dolce signora Barberin, viene affidato ad un musicista di nome Vitalis. L'artista si esibisce in giro per la Francia e porta con sé il bambino, insieme ad una scimmietta, Joli-Coeur, e ad un fido cane, Capi. Vitalis stringe un patto con Rémi che se lui avesse cantato in pubblico lui gli avrebbe insegnato a leggere e a scrivere. Rémi approfitta della cosa per scrivere lettere alla madre e una volta raggiunti i soldi necessari li avrebbe inviati alla madre. Durante il suo decimo compleanno Rémi conosce Lisa, una tredicenne affetta da una massa benigna alle ovaie che la costringe alla sedia a rotelle in attesa di un intervento per estrarre le ovaie. Vitalis viene arrestato e in prigione si ammala di tubercolosi. Una sera i due vengono attaccati dai lupi. Rémi, Vitalis e Capi si salvano mentre Joli-Coeur muore di polmonite. Vitalis alla fine salva la vita a Rémi dal freddo ma finisce per morire di ipotermia. Rémi ritroverà sua madre e inizierà una nuova vita con Lisa, sopravvissuta all'intervento.

## Produzione
Le riprese sono iniziate il 18 aprile 2017 a Penne, Cordes-sur-Ciel, Castelnau-de-Montmiral, Albi, Tolosa e Castelnaudary in Occitania. A maggio le riprese si sono spostate a Parigi e agli Studios d'Épinay a Épinay-sur-Seine e sono proseguite fino al 7 luglio.

## Distribuzione
Il film è stato distribuito nelle sale cinematografiche francesi a partire dal 12 dicembre 2018. In Italia il film è stato presentato in anteprima ad Alice nella città ed è stato poi distribuito nelle sale a partire dal 7 febbraio 2019.

## Accoglienza
La pellicola è stata accolta in maniera positiva dalla critica. Su IMDb ottiene un voto complessivo di 7.1 su 10, mentre sul sito Coming Soon ha raggiunto un punteggio di 4.1 su 5.